# 綦公顺
綦公顺（?—?，約隋末唐初），北海郡（治益都县，今山东省青州市）人，隋末民变山东起义领袖。
隋朝大业末年，綦公顺在北海郡反隋起事，率领三万人攻北海郡城，已破其外城，进攻子城，城中粮尽，綦公顺认为破城已指日可待，遂放松戒备。城内明经出身的刘兰成率百余骄健壮士偷袭綦公顺大营，城里兵随其后，綦公顺大败，被迫退出。宋书佐担心刘兰成功高权大，向郡里的隋朝官员、豪强建议夺其兵权。刘兰成于是投靠綦公顺，被任为长史，委以军事。义军在刘兰成的指挥下，多次进扰郡城，抢夺人畜，占领郡城。海陵县（今江苏省泰州市）义军臧君相听说綦公顺占领北海郡，即率五万人前来争夺。綦公顺属下人少，非常恐慌。刘兰成建议趁臧君相不备突袭其营。綦公顺遂带领精兵五千，自带干粮，倍道往袭。刘兰成率敢死士二十人伪装潜入敌营。三更，在臧君相帐前，拔刀乱砍，杀死百余人，臧君相大营混乱，綦公顺率大队赶到，内外合击，大败臧君相，俘杀几千人，缴获武器、粮物无数，臧君相只身逃脱。李密占领洛口（在今河南省巩县东北）时，綦公顺率部归附李密。綦公顺占据了青州（州治益都县，今山东省青州市）、莱州（州治掖县，今山东省莱州市）。唐朝武德二年（619年）四月降唐。唐高祖下诏任命郑虔符为青州总管，綦公顺为潍州（州治北海县，今山东省潍坊市）总管。